# هيلو 3: أو دي إس تي
 هيلو 3: أو دي إس تي (بالإنجليزية:Halo 3: ODST)  هي لعبة من نوع تصويب منظور الشخص الأول . صدرت في عام 2009 و هي متوفرة لجهاز إكس بوكس 360، و هي من تطوير بنجي و نشر شركة مايكروسوفت جيم ستوديوز.

## القصة
ستدور أحداث هذا الجزء قبل الجزء الثالث هيلو 3 بحوالي 6 أشهر في إحدى المدن والتي تدعى مدينة مومباسا سيتم إرسال مجموعة من قوات ODST والتي ستلعب دورا منفردا بخمية 5 شخصيات مهمتهم الرئيسية هي البحث عن الأعضاء المفقودين من مجموعتهم ومعرفة سبب قدوم زعيم الفضائيين وتركه لقطعة كدليل ورائه . للعلم اللعبة لن تعتمد على قصة شخصية واحده فقط كباقي الأجزاء.. بل كلما وجدت دليل في هذه المدينة المدمرة بالكامل. من هذا الدليل ستبدأ بلعب دور هذه القصة أي انه القصة مشتتة .

## روابط خارجية
- هيلو 3: أو دي إس تي على موقع IMDb (الإنجليزية)